# 擔桿列島

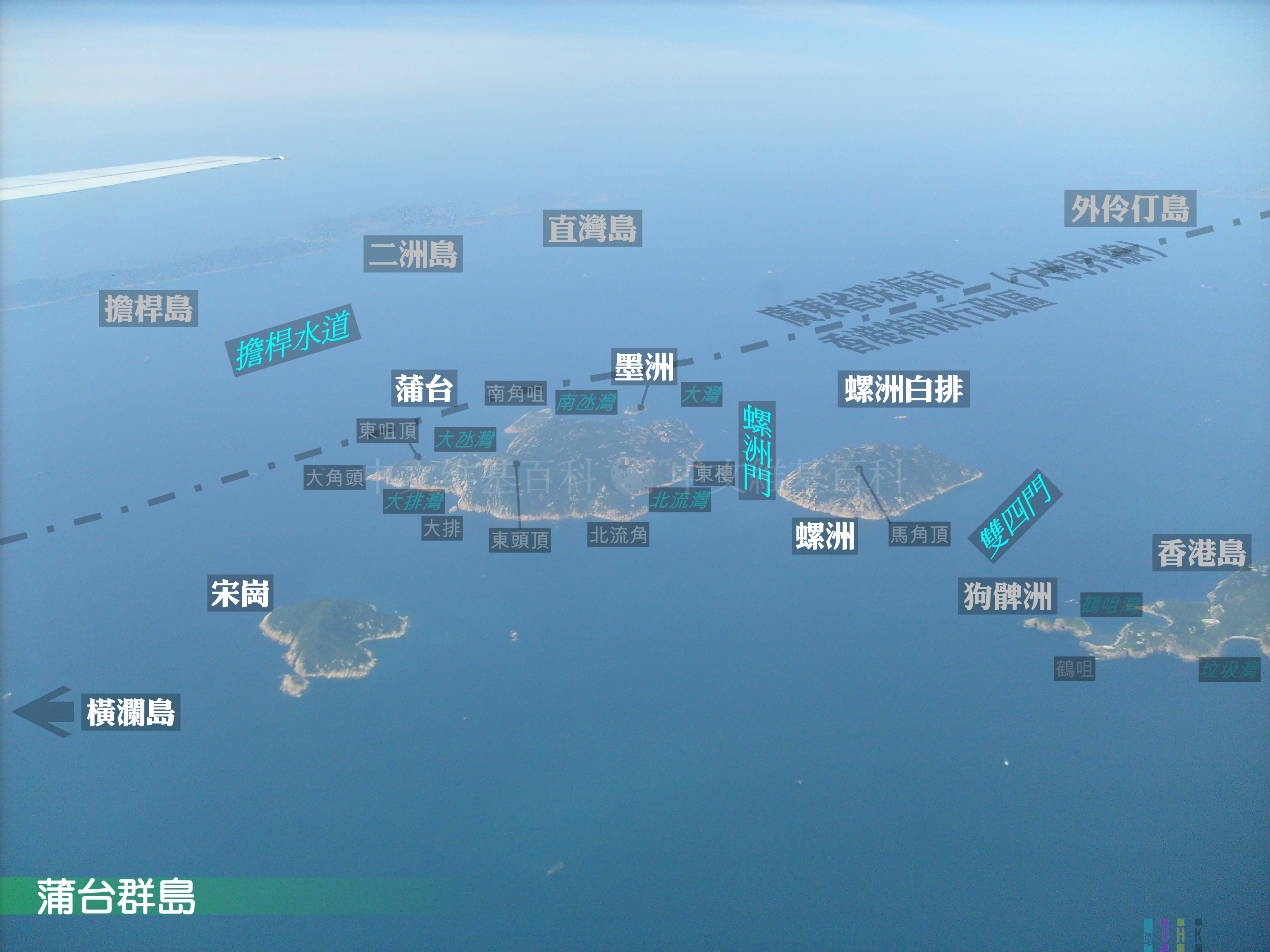
蒲台群島島瞰（讀者視角望向西南）可見在背景中的擔桿島、二洲島、直灣島。圖片中可見三島之間與他們和蒲台群島各島、香港島的鶴咀海角之間的相對距離。

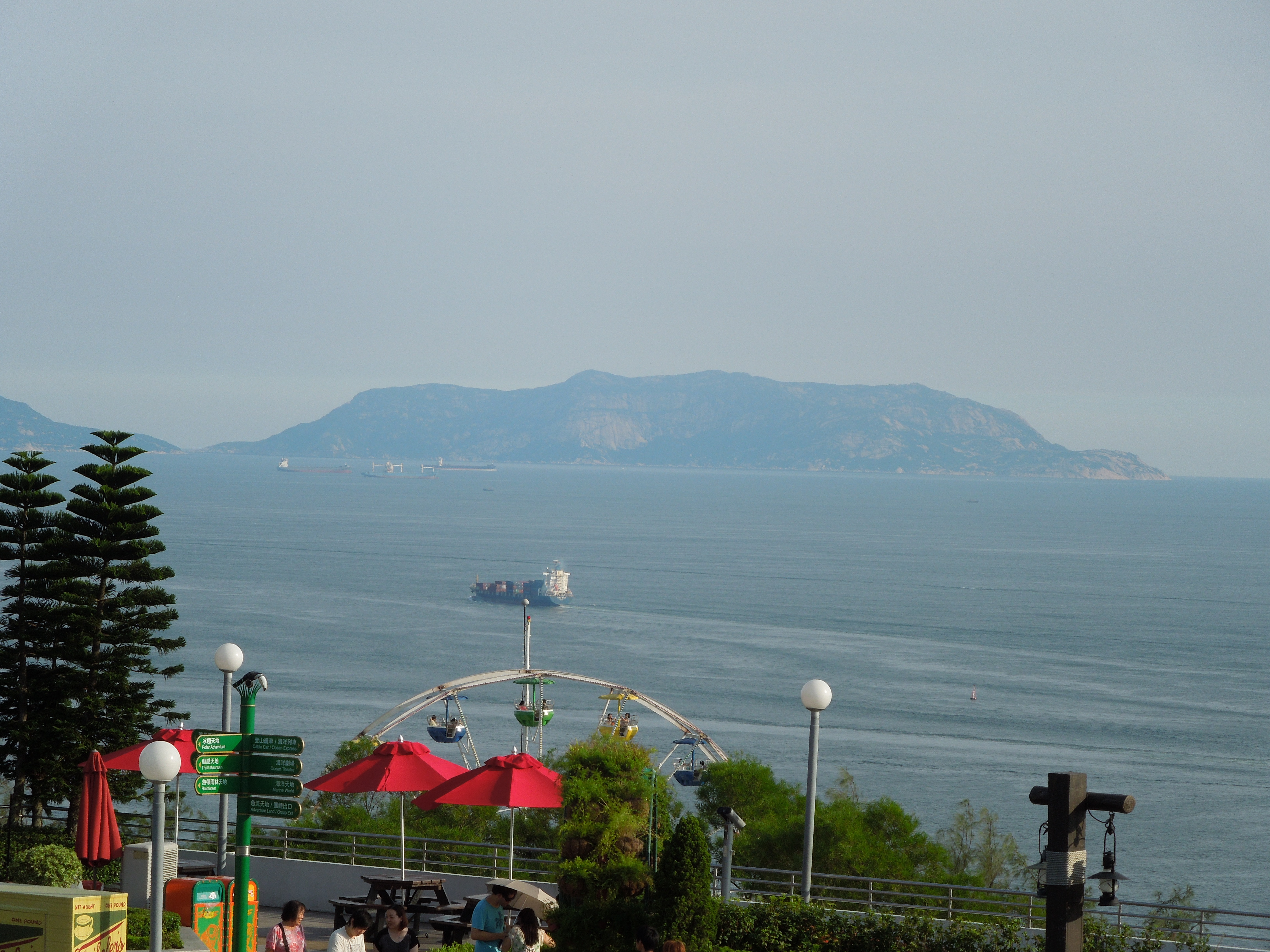
從香港島黃竹坑香港海洋公園遠眺二洲島，與旁邊擔桿島的小部分

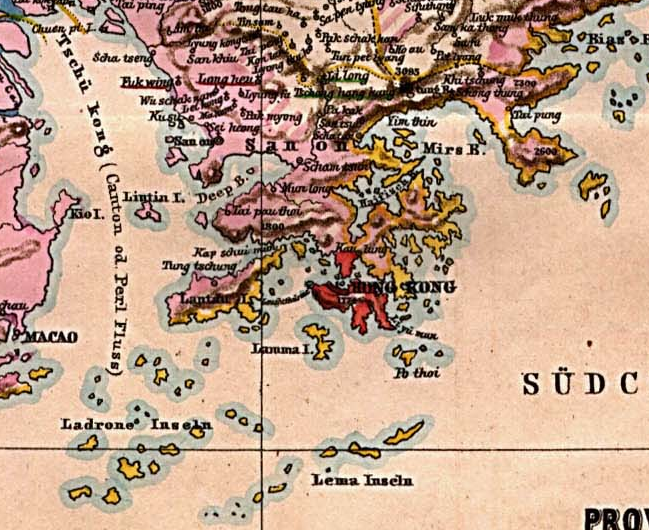
1878年新安縣地圖中有Lema

擔桿列島是位於珠江口之外，位於萬山群島東部，現由中華人民共和國珠海市管轄；列島亦處於香港之東南的一組島嶼，約在蒲台群島西南偏南。列島主要由擔桿島、二洲島、直灣島、細擔島四個島組成；另外，還有如紅岡洲等面積極小的島嶼。擔桿列島總面積是17平方公里；當中，擔桿島的陸地面積約13平方公里，因而以面積計算成為最大島。擔桿島算是由擔杆頭、擔杆中、擔杆尾三個部分組成。擔桿島島上有百多名居民，大多以捕魚為生。由於毗鄰香港，假日亦有不少香港市民租船前往擔杆島附近垂釣。16世紀，葡萄牙人發現擔桿列島後，將其命名為Lema。

## 歷史
1949年，國民政府撤出中國大陸，把在廣東的國軍撤往擔桿島固守，但由於缺乏補給，大部分部隊再撤往台灣。在1950年8月3日，中国人民解放军佔領擔桿島，並俘獲約140名中華民國國軍。

## 釣魚
擔桿島是香港人釣魚熱門地點，香港人前往當地釣魚，需要申請全名為「進入珠海東區垂釣區許可證」，俗稱「釣魚證」。釣魚證由萬山出入境邊防檢查站簽發，由珠海市海島遊艇服務公司代辦。繳交費用後郵寄回鄉證副本及證件相等，一至兩星期便可獲發「釣魚證」。2012年，釣魚證收費為890元。
2010年2月1日，香港一名釣魚發燒友與友人在香港以南的擔杆列島水域，釣獲一條重32.8斤有「海上鑽石」之稱的黃鰲魚（又名黃唇魚），他估計魚鰾起碼值30萬港幣。
2015年1月22日，香港一名男子在擔桿島釣獲一條八呎長、一百二十斤大梭子魚，事後運返長洲交由艇家轉售，預計可獲利約五千元。
2020年5月28日，有流傳为「地震魚」称呼的皇帶魚屍體于南丫島模達灣沙灘一帶被发现。虽有皇帶魚的出没认为並非必定與天災有關，但亦要在擔桿列島以南的深海才會有皇帶魚的踪跡。

## 地震
在2006年9月14日晚上7時53分，擔桿島上發生3.5級地震，修定麥加利地震烈度第四度，震動維時2至3秒。香港天文台的地震儀亦有錄得震動。香港、澳門及珠海多處感到震動及搖晃。

## 外部連結
- 擔桿列島的鳥瞰圖（（英文），Google地圖）